# Pavel Mahrer
Pavel Mahrer, anche noto come Paul Mahrer (Teplice, 23 maggio 1900 – Queens, 16 dicembre 1985), è stato un calciatore cecoslovacco, di ruolo centrocampista.